# 异麦芽糖
异麦芽糖是一种二醣，类似于麦芽糖，但拥有α-(1-6)-糖苷键，而不是麦芽糖的α-(1-4)-糖苷键。可水解为两个葡萄糖分子。 麦芽糖浆在转葡糖苷酶 (TG，也称α-葡萄糖苷酶、葡萄糖基转移酶) 作用下将已游离出的葡萄糖转移至另一个葡萄糖或麦芽糖分子的α-1，6位上，生成异麦芽糖、异麦芽三糖、异麦芽四糖、异麦芽五糖和潘糖等具有分支结构的低聚糖类。异麦芽糖不被酵母所发酵，异麦芽糖系非发酵性低聚糖。 
葡萄糖的焦糖化作用也能生成异麦芽糖。 